# 茫拉河
茫拉河，也称茫曲（藏語：མ་ང་ཆུ）位于中华人民共和国青海省海南藏族自治州贵南县南部的一条河流，是黄河右岸支流，发源于贵南县东南与泽库县交界处的甘千山北麓，自东南向西北，流经森多镇、县城茫曲镇、茫拉乡、拉干峡谷等地，于茫拉乡郭玉乎村西北3.5千米注入黄河龙羊峡水库。河长140千米，流域面积3002平方千米，年均径流量2.24亿立方米。茫拉河上游支流众多，河网密布，干支流两岸为宽阔草滩沼泽；中游北部为大片沙地，植被稀疏，水土流失严重；中下游南部、西南部为草甸草原区，是贵南县的主要牧区。